# Dele Aiyenugba
Dele Aiyenugba est un footballeur nigérian né le 20 novembre 1983 à Jos.
Il a participé aux Coupe d'Afrique des nations 2006 et 2008 avec l'équipe du Nigeria.

## Carrière
- 1998-00 : Kwara Stars Ilorin ( Nigeria)
- 2001-06 : Enyimba FC ( Nigeria)
- 2007- : Bnei Yehoudah ( Israël)